# Fragmento de Cuadrato

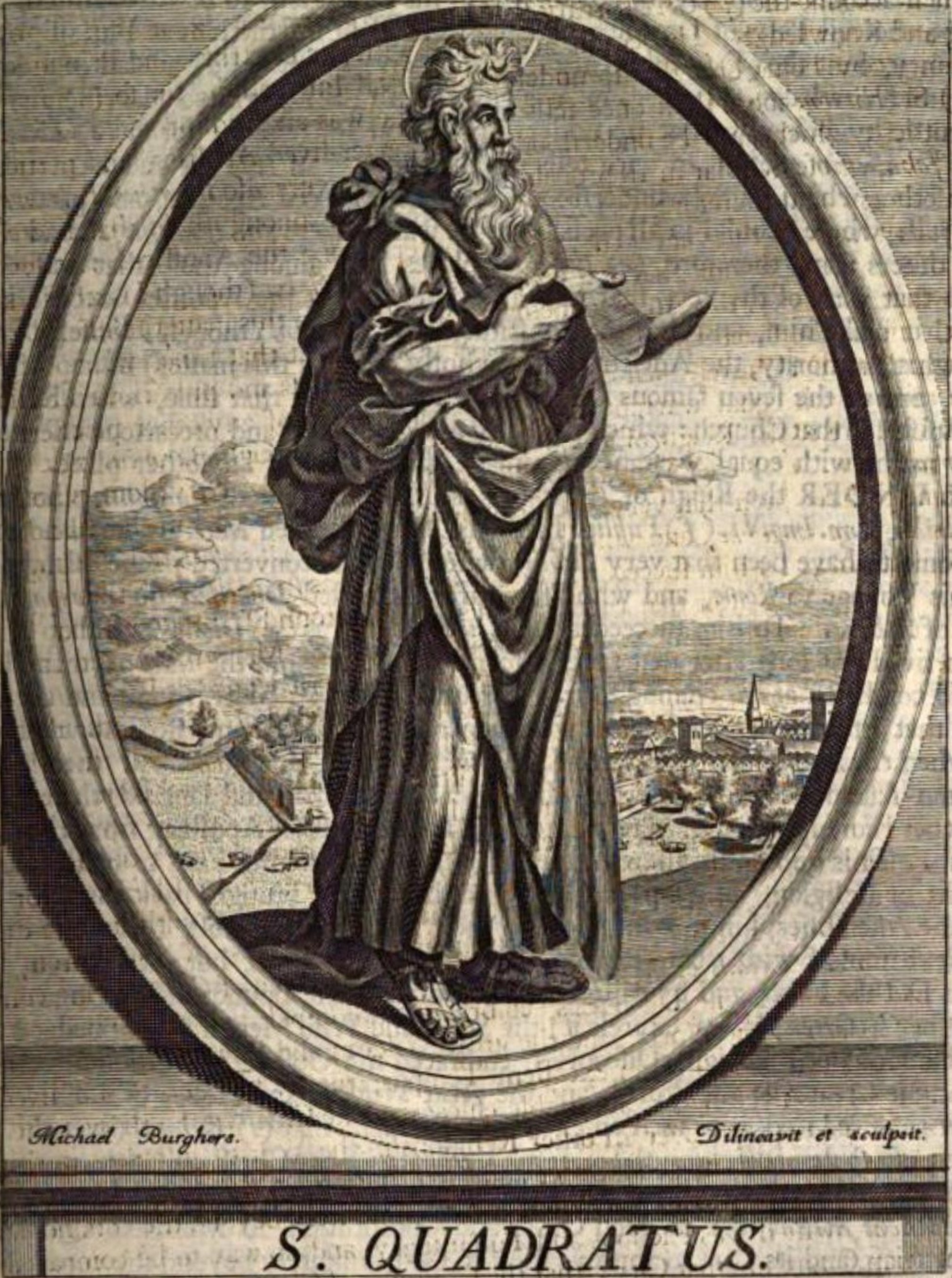
Jerónimo de estridon

El fragmento de Cuadrato es una cita consignada en la Historia eclesiástica de Eusebio de Cesarea, en el libro IV, Capítulo 3, párrafo 2 donde dice:

Las obras, empero, de nuestro Salvador estuvieron siempre presentes, puesto que eran verdaderas; los que curó, los que resucitó de entre los muertos no fueron vistos solamente en el momento de ser curados y resucitados, sino que estuvieron siempre presentes y eso no solamente mientras el Salvador vivía aquí abajo, sino aún después de su muerte han sobrevivido mucho tiempo, de suerte que algunos de ellos han llegado hasta nuestros días.

Este párrafo es lo único que se conserva del escrito apologético que compuso Cuadrato para el emperador Adriano hacia el año 125 dc.
Se cree que este fragmento fue compuesto y entregado al emperador Adriano en Asia menor entre los años 123/124, motivo de su visita a Atenas. Existe también la teoría de que Cuadrato haya sido Obispo de Atenas, después del martirio de Publio.

## Autor y contexto
De su autor se sabe tan poco como de su escrito. Únicamente lo que menciona Eusebio:

Después del gobierno de Trajano, que duró veinte años menos seis meses, sucede en el Imperio Elio Adriano. A este Adriano le dirigió Cuadrato un discurso, consistente en una Apología que compuso en defensa de nuestra religión, porque algunos malvados trataban de molestar a los nuestros. Este escrito lo conservan todavía numerosos hermanos y nosotros poseemos también una copia y en él pueden verse brillantes pruebas del talento de Cuadrato y de su ortodoxia apostólica. Y él mismo Cuadrato afirma su antigüedad, como se infiere de sus palabras.

y que luego repetirá Jerónimo de Estridón en su De viris ilustribus.
La identidad de Cuadrato ha sido objeto de algunas especulaciones. Jerónimo mismo le identifica con Cuadrado de Atenas, un obispo que vivió en tiempos de Marco Aurelio. Otra posibilidad era asimilarlo con cierto Cuadrato que menciona Eusebio, y al que se conoce como Cuadrato el profeta porque tenía el don de profecía.

## Apologética cristiana
La apología de Cuadrato es la primera apología del cristianismo y con ella se inaugura la literatura apologética cristiana. Durante el siglo II, y a raíz de los atropellos contra los cristianos, algunos autores compusieron obras y discursos en los que justificaban y defendían la nueva religión. Entre los apologetas griegos destacó Justino Mártir y entre los latinos, Tertuliano.

## La hipótesis de Andriessen
En general, se considera que la apología de Cuadrato se ha perdido pues, a diferencia de la de Arístides, no se ha encontrado copia o fragmento alguno, además del mencionado por Eusebio. Existe, sin embargo, una hipótesis que afirma que otra apología conocida como A Diogneto podría ser en realidad la apología de Cuadrato. La llamada Epístola a Diogneto es una apología anónima que fue encontrada en el siglo XV en una pescadería de Constantinopla, donde se estaba usando para envolver pescado Se desconoce cómo llegó allí y, mucho más, por qué dicha apología no es mencionada por ningún autor antiguo, a pesar de su indudable valor literario.
Si la tradición lega una obra sin autor y un autor sin obra, es normal que se intenten relacionar. En este caso la atribución a Cuadrato de la Epístola a Diogneto choca con dos firmes obstáculos. La primera es el desfase de fechas pues Cuadrato vivió a principios del siglo II y A Diogneto es datado a finales del mismo siglo. La segunda es que el fragmento de Eusebio no aparece por ninguna parte de la epístola. Se ha dicho que podría encajar bien en cierta cesura que presenta el texto, pero sería mucha casualidad que Eusebio hubiese copiado precisamente la parte que falta.